# Eri Hozumi
Eri Hozumi (穂積 絵莉 Hozumi Eri?, n. 17 februarie 1994, Hiratsuka, Japonia) este o jucătoare japoneză de tenis.
La 10 noiembrie 2014, ea a atins locul 144 mondial, cel mai înalt nivel în cariera de simplu, iar în clasamentul WTA la dublu, locul 28 mondial, la 27 mai 2019. În parteneriat cu Miyu Kato, ea a ajuns în semifinalele Australian Open 2017. A jucat și primul turneu de Grand Slam la simplu, pierzând în primul tur în fața Carinei Witthöft. 
Hozumi a câștigat primul ei titlu de dublu WTA Tour în 2016, la Katowice Open, alături de Miyu Kato.